# 逆ベータ崩壊
逆ベータ崩壊（英: Inverse beta decay、一般的にIBDと略される）は反電子ニュートリノが陽子に散乱され、陽電子と中性子を生み出す原子核反応である。この過程はニュートリノ検出器で反電子ニュートリノの検出のためによく使われる。例えば、クライド・カワンとフレデリック・ライネスが初めて反ニュートリノを検出した実験、そしてカムランドやBorexinoのようなニュートリノ実験はこの過程を利用している。この過程はニュートリノ振動、原子炉ニュートリノ、ステライルニュートリノ、そして地球ニュートリノなど低エネルギーのニュートリノ(< 60 MeV)に関する実験に不可欠である。 

## 反応
逆ベータ崩壊過程は以下のような反応である。
ν 
e + p → e+
  + n
反電子ニュートリノ (ν 
e)が陽子 (p)と相互作用して、陽電子 (e+
 )と中性子 (n)を生成する。逆ベータ崩壊反応は反ニュートリノが少なくとも1.806 MeVの運動エネルギー（閾値エネルギーと呼ばれる）を持っていなければ起こらない。この閾値エネルギーは生成物（e+
 及びn）と反応物（ν 
e及びp）の間の質量差によるもので、反ニュートリノにおける相対論的質量効果の影響もわずかに受けている。陽電子は中性子に比べて質量が小さいため、反電子ニュートリノのエネルギーの大半は陽電子に分配される。陽電子は生成された後、即座に 対消滅し、以下のように計算されるエネルギーを持つ発光が得られる。
Evis = 511 keV + 511 keV + Eν 
e − 1806 keV = Eν 
e − 784 keV,
ここで、511 keVは電子と陽電子の静止エネルギー、Evisは反応による可視エネルギー、そしてEν 
eは反ニュートリノの運動エネルギーである。陽電子が即座に対消滅した後、中性子は検出器の中の元素に中性子捕獲され、陽子に捕獲された場合、2.22 MeVの遅延発光が得られる。遅延捕獲のタイミングは逆ベータ崩壊の発生後、200–300 マイクロ秒 (Borexino検出器では≈256 μs）である。先発の陽電子対消滅と後発の中性子捕獲の間の時間及び空間的な一致によって、バックグラウンドから区別することができる逆ベータ崩壊のサインをニュートリノ検出器において作り出すことができる。逆ベータ崩壊の反応断面積は反ニュートリノのエネルギーと捕獲する元素に依存するが、一般的に10−44 cm2 (∼ アトバーン)のオーダーである。